# Cyanonephron
Genre
Cyanonephron est un genre  de cyanobactéries de l'ordre des Synechococcales et de la famille des Synechococcaceae.

## Espèces
- Cyanonephron elegans Joosten, 2006
- Cyanonephron styloides Hickel, 1985